# Lee Tamahori
Warren Lee Tamahori (* 17. Juni 1950 in Wellington) ist ein neuseeländischer Filmregisseur. International bekannt wurde er 1994 mit seinem Debütfilm Die letzte Kriegerin. 2002 drehte er den 20. James-Bond-Film Stirb an einem anderen Tag.

## Leben
Tamahori wurde 1950 in Wellington als Sohn des Māori Piripi „Phil“ Tamahori (1924–2012) und der aus Großbritannien stammenden Patricia „Pat“ Tamahori (* 1926) geboren. Er wuchs im Stadtteil Tawa auf und besuchte dort das Tawa College.
Er begann seine Karriere als Werbekünstler und Fotograf. Ab den späten 1970er Jahren war er in der neuseeländischen Filmindustrie tätig, zunächst vor allem als Tonassistent. Ab 1983 war er auch als Regieassistent an größeren Filmprojekten beteiligt. 1986 gründete er das Produktionsunternehmen Flying Fish, mit dem er in den nächsten Jahren über 100 Werbespots abdrehte. Sein Debüt als eigenständiger Regisseur eines Kinofilms gab Tamahori 1994 mit dem Drama Die letzte Kriegerin, das nach einem Roman von Alan Duff entstand. Der Film entwickelte sich in Neuseeland mit einem Box Office von 6,795 Mio. NZD zum bis dato erfolgreichsten Film aus lokaler Produktion; ein Rekord der erst elf Jahre später von Mit Herz und Hand gebrochen werden sollte. Der Film wurde auch international mit zahlreichen Preisen ausgezeichnet.
Nach dem Erfolg seines Debütwerks ging Tamahori nach Hollywood, wo er in den kommenden Jahren Filme wie Nach eigenen Regeln, Auf Messers Schneide – Rivalen am Abgrund und Im Netz der Spinne inszenierte. 2002 drehte Tamahori den 20. James-Bond-Film Stirb an einem anderen Tag, der zwar finanziell sehr erfolgreich war, aufgrund seiner überzogenen Inszenierung aber vielfach zu den schlechtesten Filmen der Reihe gezählt wird. 2005 entstand Tamahoris Actionfilm xXx 2 – The Next Level mit Ice Cube in der Hauptrolle. Danach verfilmte Tamahori Philip K. Dicks Kurzgeschichte The Golden Man mit Nicolas Cage in der Hauptrolle unter dem Titel Next.
Im Januar 2006 wurde Tamahori in Los Angeles festgenommen, weil er einem verdeckt ermittelnden Polizisten Sex gegen Geld angeboten hatte. Die Anklage wurde später mehrheitlich fallengelassen; Tamahori musste 15 Tage gemeinnütziger Arbeit leisten.
Später zog Tamahori zurück nach Neuseeland. Zur Berlinale 2011 präsentierte er seinen auf Malta gedrehten Film The Devil’s Double, einen Film über Udai Hussein, Sohn und Double von Saddam Hussein, mit Dominic Cooper in einer Doppelrolle. Sein erstes Arthouse-Projekt Mahana – Eine Maori-Saga, den Tamahori wieder in Neuseeland drehte, lief im Wettbewerb der Berlinale 2016 außer Konkurrenz.
Tamahori war zweimal verheiratet. Aus beiden Ehen ging jeweils ein Sohn hervor.

## Filmografie (Auswahl)
Regie
- 1988: The Power of Music (Te Kaha o Te Waiata) (Kurzfilm, Co-Regie)
- 1989: Thunderbox (Kurzfilm)
- 1990–1992: Bradburys Gruselkabinett (The Ray Bradbury Theater, Fernsehserie, 3 Episoden)
- 1994: Die letzte Kriegerin (Once Were Warriors)
- 1996: Nach eigenen Regeln (Mulholland Falls)
- 1997: Auf Messers Schneide – Rivalen am Abgrund (The Edge)
- 2000: Die Sopranos (The Sopranos, Fernsehserie, Episode 2x03)
- 2001: Im Netz der Spinne (Along Came a Spider)
- 2002: James Bond 007 – Stirb an einem anderen Tag (Die Another Day)
- 2005: xXx 2 – The Next Level (xXx: State of the Union)
- 2007: Next
- 2011: The Devil’s Double
- 2016: Mahana – Eine Maori-Saga (Mahana)
- 2020: Billions (Fernsehserie, Episode 5x02)
- 2023: The Convert (auch Drehbuch)